# Timothé Luwawu-Cabarrot
Timothé Luwawu-Cabarrot (* 9. Mai 1995 in Cannes) ist ein französischer Basketballspieler.

## Laufbahn
Luwawu-Cabarrot gab in der Saison 2012/13 seinen Einstand in der französischen Zweitligamannschaft Olympique d’Antibes, es blieb jedoch ebenso bei Kurzeinsätzen, nachdem Antibes den Aufstieg in die erste Liga geschafft hatte und im Spieljahr 2013/14 in der ProA antrat. Er stieg mit der Mannschaft postwendend wieder ab und nahm in der Zweitligasaison 2014/15 eine deutlich bedeutendere Rolle ein: In 34 Spielen stand Luwawu-Cabarrot im Durchschnitt rund 19 Minuten auf dem Feld und erzielte 6,9 Punkte pro Begegnung.
Im Spieljahr 2015/16 zog es den Franzosen ins Ausland, er wechselte zu KK Mega Basket, für den er sowohl in der serbischen Liga als auch in der Adriatischen Basketballliga (14,6 Punkte im Schnitt) zum Leistungsträger wurde. Beim Draftverfahren der nordamerikanischen NBA im Juni 2016 sicherten sich die Philadelphia 76ers an 24. Stelle der ersten Auswahlrunde die Rechte am Franzosen. Anfang Juli 2016 wurde er von Philadelphia offiziell unter Vertrag genommen. Er stand bis 2018 insgesamt in 121 Spielen für die Mannschaft auf dem Feld und erzielte im Durchschnitt 6,1 Punkte pro Partie.
Im Sommer 2018 wurde Luwawu-Cabarrot im Rahmen eines Tauschgeschäfts von Philadelphia an die Oklahoma City Thunder abgegeben. Für Oklahoma City bestritt er 21 Spiele, blieb bei einer mittleren Einsatzzeit von 5,8 Minuten pro Begegnung aber Ergänzungsspieler. Im Februar 2019 wechselte er zu den Chicago Bulls. In der Vorbereitung auf das Spieljahr 2019/20 trainierte er bei den Cleveland Cavaliers mit, wurde aber Mitte Oktober 2019 aus dem Aufgebot gestrichen. Ende desselben Monats unterschrieb er bei den Brooklyn Nets einen Zweiwegevertrag, der ihm neben Spielen in der NBA auch Einsätze in der NBA G-League gestattete.
Im Vorfeld der Saison 2021/22 nahmen ihn die Atlanta Hawks unter Vertrag. Für Atlanta bestritt er 56 Spiele (4,1 Punkte je Begegnung). Im September 2022 wurde er von den Phoenix Suns verpflichtet, Mitte Oktober 2022 verlor er seinen Platz in der Mannschaft noch vor dem Beginn der Saison 2022/23. Mitte November 2022 gab Olimpia Mailand die Verpflichtung des Franzosen bekannt. Mit der Mannschaft gewann Luwawu-Cabarrot im Juni 2023 die italienische Meisterschaft.
Nach acht Jahren im Ausland kehrte er im Sommer 2023 in die französische Liga zurück, als er sich mit ASVEL Lyon-Villeurbanne auf einen Vertrag einigte. 2024 verließ er sein Heimatland wieder und wechselte zu Saski Baskonia in die spanische Liga ACB.

### Nationalmannschaft
Im Vorfeld der Europameisterschaft 2017 stand er im erweiterten Aufgebot der französischen Nationalmannschaft, verpasste das Turnier aber wegen einer Knieverletzung. Bei den Olympischen Spielen 2020 (ausgetragen 2021) kam er in fünf Spielen zum Einsatz, gewann mit Frankreich Silber und erzielte 9,8 Punkte je Begegnung. 2022 wurde er mit Frankreich Zweiter der Europameisterschaft.

## Karriere-Statistiken

### NBA

#### Hauptrunde
| Saison  | Team                    | GP  | GS | MPG  | FG % | 3P % | FT % | RPG | APG | SPG | BPG | PPG |
| ------- | ----------------------- | --- | -- | ---- | ---- | ---- | ---- | --- | --- | --- | --- | --- |
| 2016–17 | Philadelphia 76ers      | 68  | 19 | 17.2 | .402 | .311 | .854 | 2.2 | 1.1 | 0.5 | 0.1 | 6.4 |
| 2017–18 | Philadelphia 76ers      | 52  | 7  | 15.5 | .375 | .335 | .793 | 1.4 | 1.0 | 0.2 | 0.1 | 5.8 |
| 2018–19 | Oklahoma City / Chicago | 50  | 7  | 13.4 | .376 | .310 | .756 | 1.9 | 0.5 | 0.4 | 0.2 | 4.6 |
| 2019–20 | Brooklyn                | 47  | 2  | 18.1 | .435 | .388 | .852 | 2.7 | 0.6 | 0.4 | 0.1 | 7.8 |
| 2020–21 | Brooklyn                | 58  | 7  | 18.1 | .365 | .314 | .814 | 2.2 | 1.2 | 0.6 | 0.1 | 6.4 |
| 2021–22 | Atlanta                 | 52  | 18 | 13.2 | .398 | .361 | .854 | 1.6 | 0.8 | 0.3 | 0.1 | 4.4 |
| Gesamt  | Gesamt                  | 328 | 60 | 16.0 | .391 | .335 | .829 | 2.0 | 0.9 | 0.4 | 0.1 | 5.9 |

#### Play-offs
| Saison  | Team     | GP | GS | MPG  | FG % | 3P % | FT % | RPG | APG | SPG | BPG | PPG  |
| ------- | -------- | -- | -- | ---- | ---- | ---- | ---- | --- | --- | --- | --- | ---- |
| 2019–20 | Brooklyn | 4  | 3  | 32.8 | .339 | .333 | .917 | 3.8 | 1.5 | 0.8 | 0.0 | 16.0 |
| 2020–21 | Brooklyn | 7  | 0  | 3.6  | .300 | .333 | —    | 0.4 | 0.3 | 0.0 | 0.0 | 1.1  |
| Gesamt  | Gesamt   | 11 | 3  | 14.2 | .333 | .333 | .917 | 1.6 | 0.7 | 0.3 | 0.0 | 6.5  |